# Agnieszka Bednarek (lekkoatletka)
Agnieszka Bednarek (ur. 14 czerwca 1998) – polska lekkoatletka specjalizująca się w trójskoku. Medalistka mistrzostw Polski.

## Osiągnięcia
Zajęła 5. miejsce w trójskoku na mistrzostwach Europy juniorów w 2017 w Grosseto. Odpadła w kwalifikacjach do finału tej konkurencji na młodzieżowych mistrzostwach Europy w 2019 w Gävle.
Wicemistrzyni Polski w trójskoku z 2018 i 2022 oraz brązowa medalistka w tej konkurencji z 2020 i 2021. W hali była wicemistrzynią Polski w trójskoku w 2020, 2021 i 2022 oraz brązową medalistką w 2018
Rekordy życiowe:
- trójskok – 13,57 m (10 czerwca 2022, Suwałki)
- trójskok (hala) – 13,55 m (17 lutego 2021, Toruń)